# Tenrecs
Els tenrecs (Tenrecidae) formen una família de mamífers originària de Madagascar i parts d'Àfrica. Són molt diversos i poden assemblar-se als eriçons, musaranyes, opòssums, ratolins i fins i tot llúdries, com a resultat d'una evolució paral·lela. Poden ocupar diversos tipus d'ambients i dur un estil de vida aquàtic, arbori, terrestre o subterrani. Algunes d'aquestes espècies es troben als boscs caducifolis secs de Madagascar, com ara el tenrec espinós gros.